# Letícia Silva Amador
Letícia Silva Amador (* 14. März 1988 in Soure, Pará), auch unter den Spitznamen Negona oder Lelê bekannt, ist eine brasilianische Fußballspielerin.

## Karriere
Letícia spielte die größte Zeit ihrer Laufbahn bei kleineren Vereinen der brasilianischen Provinz. Seit 2014 gehört die dem Erfolgskader des Rio Preto EC in São José do Rio Preto an, stand hier aber in der Offensivabteilung in Konkurrenz zu Darlene, Millene, Adriana und Kamilla. Nach deren Abgang zum SC Corinthians zur Stammkraft und Spielführerin aufgerückt, erlebte sie zur Spielzeit 2018 einen späten Durchbruch als Torjägerin. Zusammen mit Carol bildete sie ein neues Angriffsduo, das den Club in der Saison 2018 zum dritten Mal in das Finale um die brasilianische Meisterschaft schoss, wo sie allerdings der favorisierten Elf von Corinthians unterlegen waren.
Im Januar 2019 gab Letícia ihren Wechsel in die Chinese Women’s Super League zum Changchun WFC bekannt.

## Erfolge
Verein:
- Brasilianische Meisterin: 2015
- Staatsmeisterin von Santa Catarina: 2021
- Staatsmeisterin von São Paulo: 2016, 2017
- Staatsmeisterin von Piauí: 2013
- Staatsmeisterin von Maranhão: 2012, 2013
- Staatsmeisterin von Paraná: 2010
- Staatspokal von São Paulo: 2023

## Auszeichnungen
- Torschützenkönigin der Staatsmeisterschaft von Santa Catarina: 2021 (3 Tore)
- Torschützenkönigin der Staatsmeisterschaft von São Paulo: 2018 (18 Tore)
- Prêmio Craque do Brasileirão: 2018, 2020[3]